# Примітивні рівняння
Приміти́вні рівня́ння — система нелінійних диференціальних рівнянь, які використовуються для моделювання атмосферної динаміки. Вони утворені з трьох основних наборів рівнянь:
1. Закон збереження імпульсу
2. Закон збереження енергії
3. Рівняння неперервності

Ці п'ять рівнянь зв'язують п'ять змінних u, v, ω, T, W та їх зміни в просторі та часі.
- {\displaystyle {\frac {\partial v}{\partial t}}=-{\frac {1}{\rho }}\nabla p-fk\times v+av}
- {\displaystyle {\frac {\partial T}{\partial t}}={\frac {\kappa T}{p}}\omega +{\frac {Q}{c_{p}}}}
- {\displaystyle {\frac {\partial \rho }{\partial t}}=-\rho \nabla \cdot v}
- {\displaystyle {\frac {\partial p}{\partial z}}=-g\rho }
- {\displaystyle pV=\rho RT}